# Weberbauera scabrifolia
Weberbauera scabrifolia är en korsblommig växtart som beskrevs av Al-shehbaz. Weberbauera scabrifolia ingår i släktet Weberbauera och familjen korsblommiga växter. Inga underarter finns listade i Catalogue of Life.